# Волчья Гора (Могилёвская область)
Волчья Гора (бел. Воўчая Гара) — деревня в составе Бортниковского сельсовета Бобруйского района Могилёвской области Республики Беларусь.

## Население
- 1999 год — 56 человек
- 2010 год — 27 человек